# Norio Murata
Norio Murata (村田 教生 Murata Norio?), född 7 februari 1976 i Aichi prefektur, är en japansk före detta fotbollsspelare.
Murata började sin karriär 1998 i Oita Trinity (Oita Trinita). 2000 flyttade han till Mito HollyHock. Efter Mito HollyHock spelade han för Gunma FC Horikoshi, Okinawa Kariyushi FC och Denso. Han avslutade karriären 2005.